# Foreste subtropicali di Norfolk
Le Foreste subtropicali di Norfolk sono una ecoregione terrestre della ecozona australasiana appartenente al bioma delle Foreste pluviali di latifoglie tropicali e subtropicali (codice ecoregione: AA0114) che si sviluppa per circa 39 km2 nelle Isole Norfolk nel Pacifico meridionale.
Lo stato di conservazione è considerato in pericolo critico.
La regione forma, assieme alla ecoregione delle Foreste subtropicali di Lord Howe (AA0109), l'ecoregione globale denominata Foreste delle isole Norfolk e Lord Howe inclusa nella lista Global 200

## Territorio

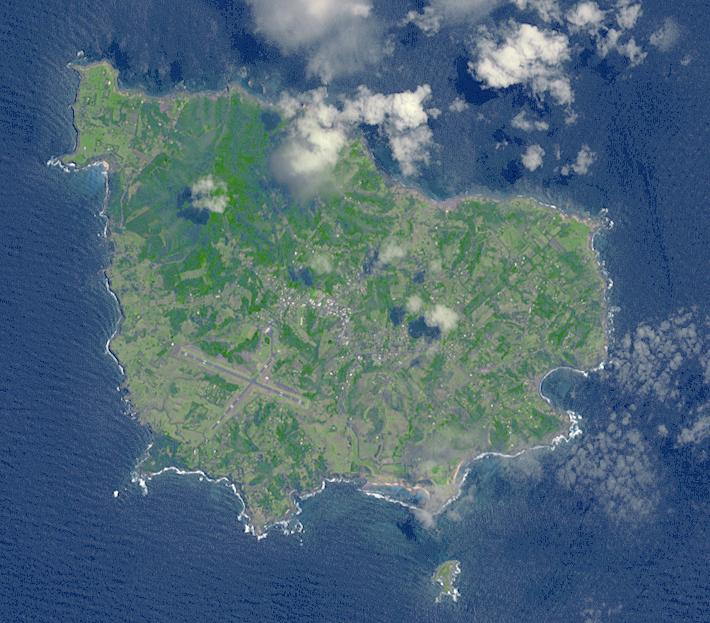
Isola di Norfolk vista dallo spazio (in basso è visibile la piccola Isola Nepean

Le isole Norfolk sono un piccolo gruppo costituito dall'Isola Norfolk, la maggiore delle tre di forma approssimativamente quadrata con una superficie di circa 35 km², e da due isole satellite più piccole e disabitate, le isole Phillip e Nepean, che appartengono all'Australia.
Le isole costituiscono i soli territori emergenti della dorsale sottomarina che corre tra la Nuova Caledonia e l'Isola del Nord della Nuova Zelanda e sono quindi piuttosto isolate, circa 1.400 km a est dell'Australia, 745 km a sud della Nuova Caledonia e 740 km a nord della Nuova Zelanda.
Questa ecoregione corrisponde alla bioregione australiana IBRA di Pacific Subtropical Islands (PSI).
Sia l'Isola Norfolk che l'Isola Philip sono resti di vulcani del Pliocene. Le due isole si sono erose sostanzialmente dalla loro formazione 3 milioni di anni fa, sebbene l'Isola Norfolk abbia ancora due cime, il Monte Pitt (316 m) e il Monte Bates (318 m). Al contrario, l'Isola Nepean è una piccola isola calcarea (1 km²) con un'altitudine massima di 30 m.
Il gruppo di Norfolk ha un clima subtropicale con una piovosità media annua di 1.357 mm, sebbene gli eventi di El Niño possano causare siccità prolungate. I cambiamenti stagionali sono moderati dall'oceano, ma gli inverni sono decisamente più umidi rispetto al resto dell'anno.

## Flora a

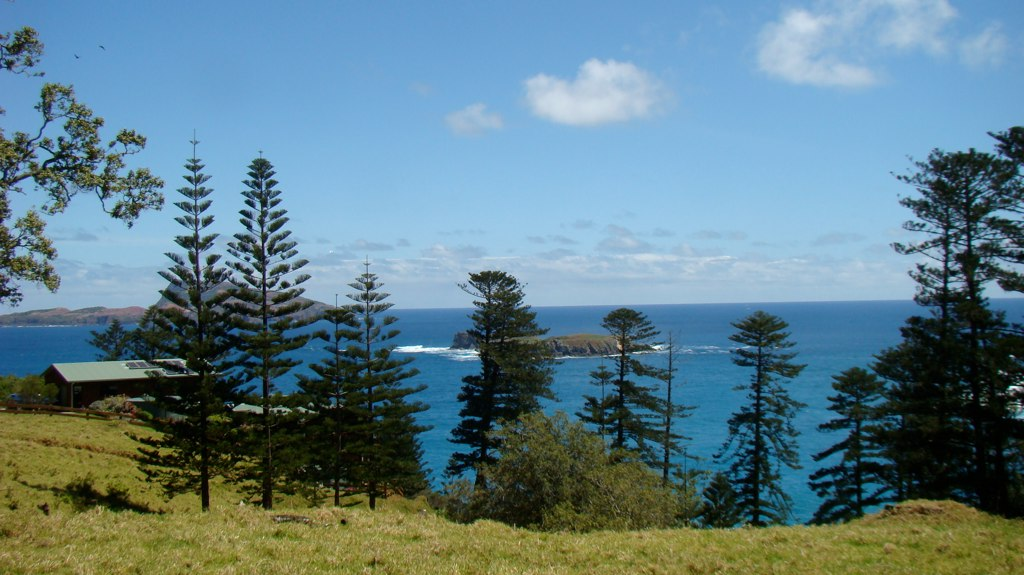
Araucaria heterophylla e vista sulle isole Nepean (a destra) e Phillip (a sinistra), dall'Endeavour Lodge, dell'isola Norfolk, 2011

Al momento della scoperta europea nel 1774, l'Isola Norfolk era ricoperta quasi interamente da una foresta pluviale subtropicale mista, sebbene le ripide scogliere e i pendii più alti del Monte Pitt ospitassero una distinta comunità di arbusti, erbe e piante rampicanti, dominata dal lino neozelandese (Phormium tenax). Tutte le comunità floreali mostrano forti affinità con la flora della Nuova Caledonia e della Nuova Zelanda.
La foresta pluviale nativa presenta una variegata volta di angiosperme alte dai 20 ai 30 metri, con un soprassuolo emergente di pini dell'Isola Norfolk (Araucaria heterophylla) alto fino a 60 metri. Il pino dell'Isola Norfolk domina nelle aree esposte, mentre le zone più umide sono caratterizzate da palme endemiche (Rhopalostylis baueri) e felci arboree (Cyathea brownii e Cyathea australis). Il sottobosco naturale è fittamente ricoperto di liane e felci ricoprono il suolo della foresta. Purtroppo di questa foresta rimane solo un piccolo tratto.
L'Isola di Norfolk ospita 174 specie vegetali autoctone, di cui 51 endemiche. Sebbene il noto pino dell'Isola di Norfolk sia ancora relativamente comune, almeno altre 18 specie endemiche sono ormai rare o minacciate. Come molte delle specie endemiche, la palma dell'Isola di Norfolk (Rhopalostylis baueri) e la felce arborea liscia (Cyathea brownii) sono ancora comuni all'interno del Parco nazionale dell'isola Norfolk, ma ormai rare altrove sulle isole. La felce arborea liscia è la felce arborea più alta del mondo, raggiungendo occasionalmente altezze di 20 metri.
L'isola di Norfolk fa parte del centro di diversità vegetale (CDP) chiamato Norfolk and Lord Howe Islands.

## Fauna a
La flora e la fauna del gruppo del Norfolk hanno subito enormi cambiamenti dall'insediamento umano sulle isole. Inoltre l'Isola Norfolk non è mai stata unita a una massa continentale e quindi le specie animali possono aver raggiunto l'isola solo via mare o per via aerea. Quindi alcuni gruppi di animali sono meno rappresentati di altri. Ad esempio, l'Isola Norfolk non ha mammiferi endemici e i suoi unici mammiferi autoctoni, due specie di pipistrelli, sono ormai estinti sull'isola. L'avifauna è piuttosto abbondante e altamente endemica e vi sono anche delle specie autoctone di rettili.

### Mammalia

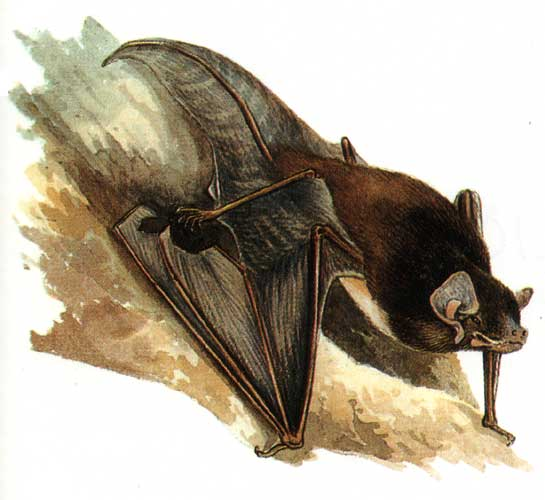
Chalinolobus gouldii, illustrazione di Neville William Cayley (1886-1950)

Gli unici mammiferi terrestri autoctoni registrati sull'Isola di Norfolk sono il Mormopterus norfolkensis e il Chalinolobus gouldii,sebbene sia probabile che il primo sia stato descritto erroneamente a partire dall'Isola di Norfolk e non vi sia mai stato. Avvistamenti aneddotici del secondo sono stati segnalati nel 2010 e più di recente, ma sono necessarie indagini scientifiche per confermare la potenziale presenza della specie sull'isola.

### Aves

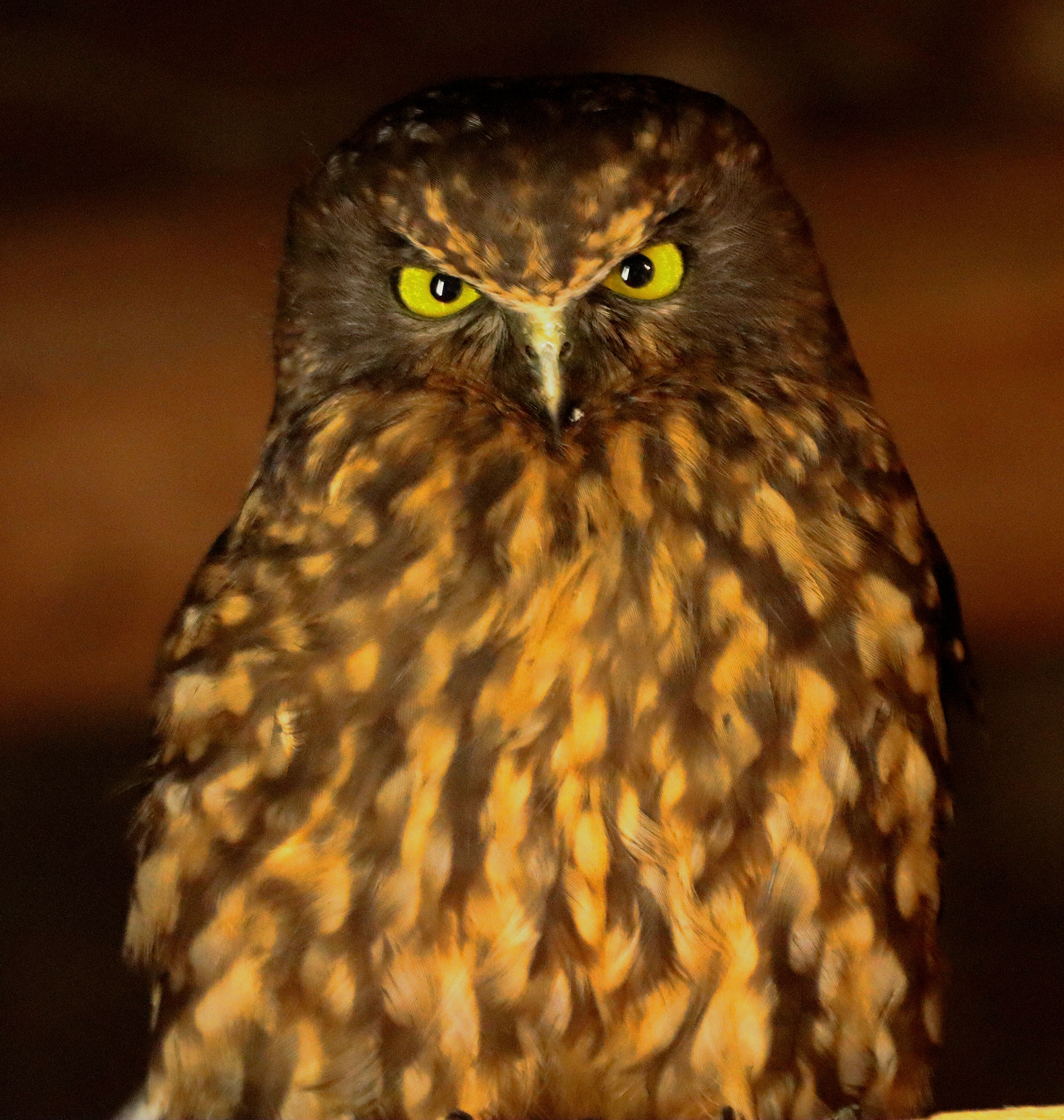
Ninox novaeseelandiae, 2022

L'avifauna delle Isole Norfolk è nota per i suoi uccelli terrestri endemici e per il gran numero di uccelli marini, che costituiscono l'elemento faunistico terrestre più visibile e meglio studiato. Più di 150 specie di uccelli sono state registrate sull'Isola Norfolk e sulle isole adiacenti. Di queste, 32 specie sono uccelli nidificanti residenti, terrestri o d'acqua dolce, 13 sono uccelli marini che nidificano regolarmente e le restanti sono migratori o vagabondi non nidificanti. Molti degli uccelli nidificanti terrestri e d'acqua dolce furono introdotti deliberatamente o arrivarono sull'isola in modo indipendente in seguito all'insediamento europeo.
La maggior parte degli uccelli terrestri presenti al momento dell'insediamento umano erano taxa endemici. Delle 15 specie presenti all'epoca, 6 sono ora estinte e diverse specie endemiche, tra cui tre specie e due sottospecie, sono gravemente minacciate. Il boobook dell'Isola di Norfolk (Ninox novaeseelandiae royana), un gufo endemico, è stato ridotto a una sola femmina nel 1987, ma da allora si è accoppiato con successo con un maschio di boobook della Nuova Zelanda (Ninox novaeseelandiae), e alcuni dei loro piccoli sono sopravvissuti e si sono riprodotti. L'Australian National Parks and Wildlife Service gestisce anche un programma di riproduzione in cattività per il pappagallo verde dell'Isola di Norfolk (Cyanoramphus cookii), una specie in via di estinzione. Dal 1980 non si sono verificati avvistamenti confermati dell'occhio bianco petto bianco (Zosterops albogularis), specie in grave pericolo di estinzione, ma segnalazioni periodiche indicano la persistenza di una piccola popolazione nelle foreste indigene. Sebbene localmente comuni, sia il gerigone dell'Isoa Norfolk (Gerygone modesta) che l'occhio bianco beccosottile (Zosterops tenuirostris) sono considerati minacciati, e la popolazione di occhio bianco beccosottile continua a diminuire al di fuori delle aree protette.
Dei 14 uccelli marini nidificanti, quattro sono elencati come specie migratorie e uno, il petrello delle Kermadec (Pterodroma neglecta) è elencato come vulnerabile. Ci sono altri due uccelli marini che potrebbero nidificare nel gruppo delle Isole Norfolk, ma ciò non è confermato: la sula australiana (Morus serrator) e l'uccello delle tempeste dal ventre bianco della Tasmania (Fregetta grallaria elencata come vulnerabile.
Al tempo del primo insediamento europeo, l'Isola Norfolk ospitava ampie popolazioni di uccelli marini nidificanti, dominate dalla berta cuneata (Ardenna pacifica) che nidificava in estate e dal petrello di Providence o petrello di Solander (Pterodroma solandri) che nidificava in inverno. Cibo e provviste per l'insediamento scarseggiavano e migliaia di uccelli della numerosa colonia di procellaridi di Providence, che nidificava intorno alle cime del Monte Pitt e del Monte Bates, vennero mangiati, contribuendo (insieme alle attività dei suini selvatici introdotti) all'eliminazione della colonia riproduttiva. La specie ora si riproduce principalmente sull'isola di Lord Howe e sull'isola di Phillip.
Un altro uccello marino con areali riproduttivi ristretti, il petrello collo bianco (Pterodroma cervicalis), è stato segnalato in riproduzione sull'Isola Philip.
La regione coincide con l'Endemic Bird Area (EBA) di Norfolk Island (205).

## Conservazione a

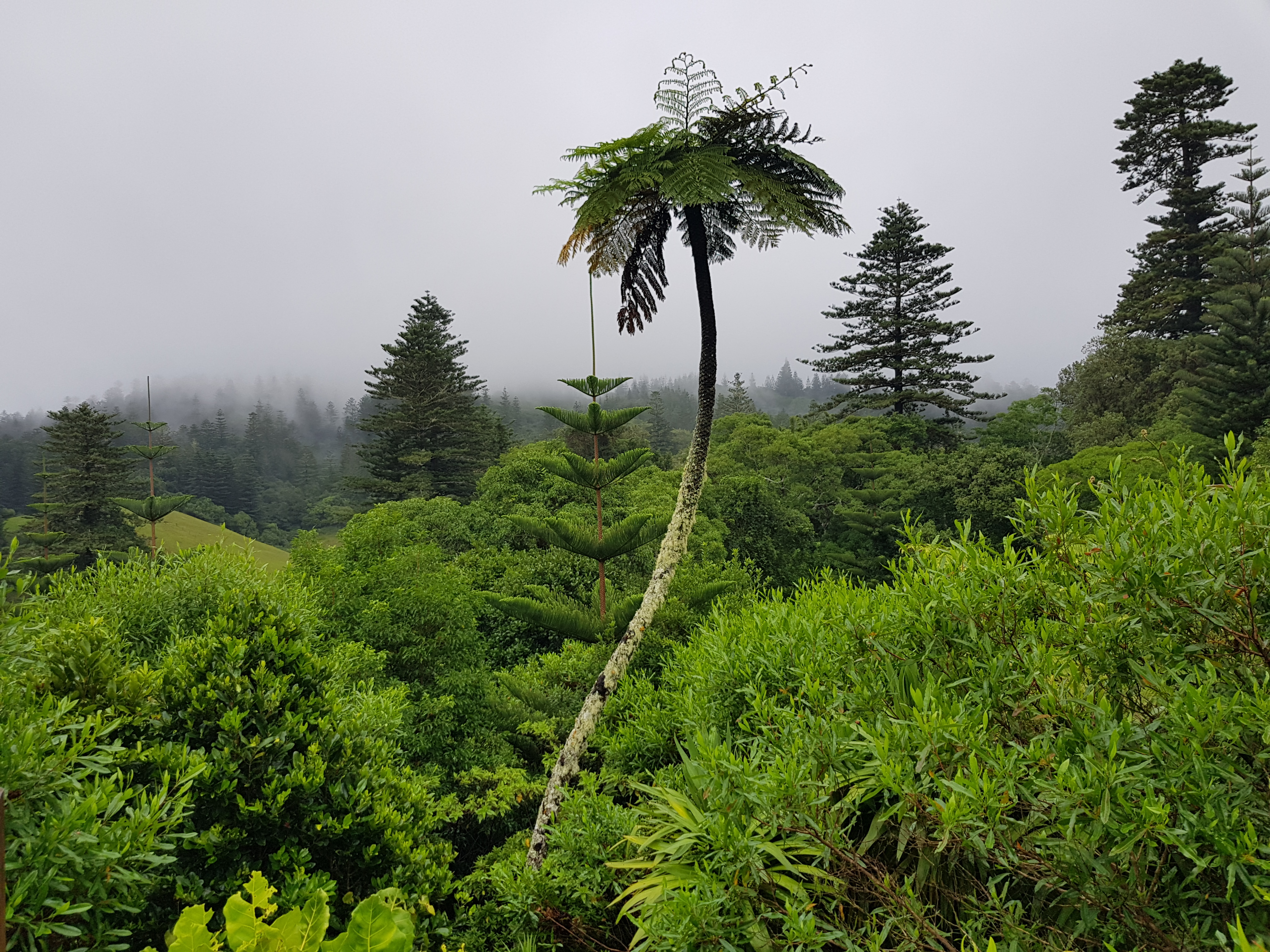
Norfolk Island Botanic Gardens, 2018

Il disboscamento e le specie introdotte hanno devastato la flora e la fauna delle isole Norfolk. Le foreste sono state disboscate per far posto al pascolo e, sebbene alcuni pini dell'isola di Norfolk e alberi di Lagunaria patersonia persistano nei pascoli, non vi è alcuna rigenerazione a causa della pressione del pascolo. Le ricche ed estese foreste dell'Isola Norfolk sono state ridotte a un unico lembo residuo di soli 5 km² nell'area del Monte Pitt, dichiarato parco nazionale nel 1986. La foresta all'interno del parco è pressoché intatta, sebbene infestata da diverse specie vegetali introdotte.
Nepean Island e Philip Island sono state colpite ancora più duramente dalle specie introdotte. Philip Island un tempo ospitava una rigogliosa foresta pluviale, ma è stata quasi completamente spogliata da capre, maiali e conigli introdotti. Sono attualmente in corso interventi di ripristino sull'isola, che ora è un Parco Nazionale. Nepean Island ha avuto problemi simili con i conigli: quasi tutta la vegetazione erbacea è stata mangiata e tutti i pini dell'Isola Norfolk sono morti.
Lo stato di conservazione della regione è pertanto considerato in pericolo critico.
Negli ultimi due secoli le aree di terreno destinate alla protezione dell'ambiente dell'Isola di Norfolk sono andate aumentando. Nel 1887 vi erano solo poche piccole riserve indicate sulla mappa dell'Isola di Norfolk che erano conosciute come Ball Bay, Cascade, Kingston, Longridge e Rocky Point. Attualmente, includendo le Isole Phillip e Nepean (che coprono circa 200 ettari), circa il 23% di tutto il territorio dell'arcipelago delle Isole Norfolk si trova all'interno del Parco Nazionale e Orto Botanico o in una delle 20 riserve pubbliche.
Le più significative aree protette sono il Parco nazionale dell'isola Norfolk e l'adiacente Giardino Botanico.